# چری والی (ایلینوی)
چری والی (به انگلیسی: Cherry Valley) یک روستا در ایالات متحده آمریکا است که در شهرستان وینه‌بگو، ایلینوی واقع شده‌است. چری والی ۲۲٫۳۴ کیلومتر مربع مساحت و ۳٬۱۶۲ نفر جمعیت دارد و ۲۲۱٫۹ متر بالاتر از سطح دریا قرار دارد.